# Nanjie
För andra betydelser, se Nanjie (olika betydelser).
Nanjie är en 1,78 km² stor by med något över 3 100 invånare, i Linying härad i Henan-provinsen, Folkrepubliken Kina.
Trots marknadsekonomin i det övriga Kina, tillämpar byn Nanjie ett socialistiskt system och förevisar porträtt och statyer av vad som där ses som kommunistiska förebilder, som Engels, Marx, Lenin, Stalin och Mao. Maoismens ideal har sagts råda i byn. En tiometersstaty av Mao finns på ett torg. Bostäder, fabriker och jordbruk ägs och administreras i Nanjie kollektivt.
Lönerna är låga i byn, men staten tillskjuter kapital så att samhället kan bidra med resurser för medborgarnas uppehälle. Matransoner, utbildning, vård, elektricitet, tidningar m.m. betalas av samhället.
Lönestandarden har sagts bidra till att högutbildade personer ej önskar arbeta i byn. Man har från officiellt håll i Nanjie hävdat att det inte förekommer någon kriminalitet i byn. Byn påbörjade sin utveckling av kollektivistisk ekonomi 1984, under ledning av den lokale sekreteraren i kommunistpartiet, Wang Hongbin, medan det övriga Kina gick i motsatt riktning. Nanjie saknar arbetslöshet.
Mycket av Nanjies ekonomiska framgångar har sagts bero på den stora mängd personer som arbetar i byn, men som inte bor där och tar del av dess ekonomiska fördelar. Nanjie besöks årligen av 400 000 turister.